# 安曇野市営バス
安曇野市営バス（あづみのしえいバス）は、長野県安曇野市が運営している自治体バスである。

## 概要
1952年（昭和27年）に、松本電鉄バスにより運行を開始。その後、松本電鉄バスの明科町内路線廃止に伴い、町民の利便性を確保するため松本電鉄バスの運行経路を基に明科町営バスを開設。さらに、市町村合併に伴い安曇野市となったため、明科町営バスも継承され「安曇野市営バス」という名称となった。さらに2007年9月からデマンド交通開始に伴い犀川線を休止、名称を安曇野市バスに変更した。

## 沿革
- 1952年（昭和27年）：明科町営バスとして運行開始
- 2007年（平成19年）9月：安曇野市全域に於けるデマンド交通システムの試験運行開始に伴い、豊科地域振興バス（ぐるまるくん）と共に運行休止[1] 同日に安曇野市バスに改称、豊科ー田沢間と明科ー穂高の定時定路線運行開始、犀川線を廃止、潮沢線は明科駅ー白坂口はダイヤ改正のうえ明科スクールバス兼定時定路線に置き換え夕方のみ運行。これまであった土曜日の運行を休止。
- 2021年（令和3年）7月1日：明科スクールバス兼定時定路線（白坂口 - 中田橋 - 李口 - 峰方授産所前 - 松庄入口 - 竹の花 - 花見橋 - 離山 - 小日向口 - 山中 - 沢六 - 天白 - 学校前 - 山十前 - 潮 - 明科高校口 - 会田口 - 明科駅前）を廃止。穂高明科路線の明科高校東延伸、豊科田沢路線の豊科駅前 - 県安曇野庁舎前間を廃止、これに伴う駅の東側と北側に分かれていた豊科駅前バス停を北側のバス停に統合、ならびに豊科中央公園西に延伸。
- 2025年（令和7年）3月15日：JRなど他の公共交通との接続しやすいようダイヤ改正、ならびに豊科駅・田沢駅路線の田沢駅発を1本増便。

## 運行路線
- 穂高・明科路線：穂高駐車場 - 穂高駅前 - 穂高病院前 - 高橋節郎記念美術館口 - 押野 - 塔ノ原 - 明科駅前 - 明科高校東

朝夕のみ運行。国道147号、県道85号、県道51号、国道19号を通行する。
当初は穂高駐車場 - 明科駅前のみの運行だったが令和3年7月2日に明科高等学校の近くまで延長されている。
- 豊科・田沢路線：豊科中央公園西 - 豊科駅前 - 安曇野赤十字病院前 - スワンガーデン前 - 安曇野インター東 - 田沢駅

朝夕のみ運行。国道147号と県道57号を通行する。
運行開始当初は豊科駐車場始発だったが、県安曇野庁舎前まで短縮されたのち、令和3年7月2日に南安曇農業高等学校と豊科高等学校に近い豊科中央公園西に変更され、これに伴い東側と北側の方向別に分散していた豊科駅バス停を北側に統合し県安曇野庁舎バス停は廃止された。

### 過去の路線
- 明科線：穂高駐車場 - 穂高駅前 - 穂高神社北口 - 穂高病院前 - 常盤橋西 - 狐島 - 高橋節郎美術館口 - 押野 - テレビ塔入口 - 下里医院前- 塔の原 - 水産試験場入口 - 明科駅
  - 主に国道147号線と19号線を運行する。沿線は田畑などが多い。
- 犀川線：明科駅前 - 犀川発電所 - 塔ノ原公民館前 - 長峰荘前 - 北村（高速バス停前） - 上條医院前 - 田沢駅
  - 国道19号線上を主に通行する路線。松電バス犀川線の南側一部（北側は生坂村営バスが継承）を引き継いだ路線でもある。明科駅から塔之原交差点まで池田町営バス明科線及び安曇野市営バス穂高方面行バスと同じ経路で運行。沿線景色は南から右手に犀川、左手にJR篠ノ井線に沿って終点まで走る。運行ダイヤは路線沿線がJR線に沿っている為にJR明科駅接続を想定していない。明科南部の地域住民を中心として利用されている。
- 潮沢線：明科駅前 - 明科高校口 - 潮 - 雨白 - 山中 - 花見橋 - 峰方授産所前 - 李口 - 白坂口
  - 国道19号線上と国道403号上を主に運行。こちらは犀川線と違いJRとの接続を想定したダイヤとなっている。明科駅から東栄町交差点まで松本電鉄バス会田保福寺線と木戸交差点まで生坂村営バス犀川線と各自で同じ経路を運行している。沿線風景は木戸交差点を過ぎると山道を登る。そこから景色は山間部地帯が多く占める。沿線には潮沢川が流れ、その崖上に新線架け替えで廃線になった中央本線旧線の廃線跡を見上げながら運行する。終点の白坂口は廃線旧第二白坂トンネルの近くである。デマンド交通システムが開始してから2021年まで夕方のみでスクールバス兼用の運行となっていた。令和3年7月1日をもって廃止。
- 田沢線：豊科中央公園 - 豊科駅前 - 安曇野赤十字病院前 - 見岳町 - 社協入口 - スワンガーデン南 - 田沢橋 - 田沢駅
  - 豊科駅から田沢駅まで道なりに直線で結ぶ経路となっている。沿線はファミリーレストランなどロードサイド型飲食店が多いなか、田んぼもまばらに残る。安曇野ICはスワンガーデン南バス停が最寄となっている。かつては豊科駐車場 - 安曇野市役所 - 豊科駅の区間もあった。

## 車両
運用の都合や時間帯で充当される車両が変化する。
- 14名乗りワンボックスカー
- 中型自動車（マイクロバス）
- 日野・リエッセ
  - バス1台で2路線を運行されているため、同時に二路線を運行することはしない（できない）のだがその場合は代用車を使う事があった。
  - 現在では町村合併による安曇野市誕生をきっかけに各路線に1台ずつ当用されるが保有路線の中で一番本数が少ない路線へは1つの車両で二つの路線を担う事もあった。

## そのほか
- 運行期間

平日のみ運行し、土曜・日曜・祝日・12月29日から1月3日までの年末年始は運休する。
- 運賃

大人200円（小学生・中学生・高校生・障害者は100円）